# Tony Iommi
Anthony Frank Iommi (/aɪˈoʊmi/; sinh ngày 19 tháng 2 năm 1948) là một nghệ sĩ guitar, nhạc sĩ và nhà sản xuất âm nhạc người Anh. Ông là tay lead guitar, đồng sáng lập và thủ lĩnh của ban nhạc heavy metal Black Sabbath, đồng thời là nhạc sĩ chính và gắn bó với ban nhạc trong gần 5 thập kỷ. Iommi được xếp ở vị trí thứ 25 trong danh sách "100 nghệ sĩ guitar xuất sắc nhất mọi thời đại" của tạp chí Rolling Stone.
Thời còn thiếu niên, vào ngày cuối cùng làm việc trong một nhà máy kim loại mảnh, Iommi gặp tai nạn đứt các đầu ngón giữa và ngón áp út bên tay phải, sự kiện ấy có tác động quan trọng tới lối chơi đàn của ông. Ông sớm rời Black Sabbath (lúc bấy giờ có tên là Earth) vào năm 1968 để gia nhập nhóm Jethro Tull, nhưng không thu bất cứ chất liệu nào cùng ban nhạc, sau đấy quay trở về Black Sabbath vào năm 1969. Năm 2000, ông phát hành album solo đầu tay Iommi, kế đến là album Fused vào năm 2005 với sự tham gia của đồng đội cũ Glenn Hughes. Sau khi phát hành Fused, ông lập nên ban nhạc Heaven & Hell, rồi nhóm bị giải tán sau khi Ronnie James Dio mất vào năm 2010. Năm 2011, ông xuất bản cuốn tự truyện với nhan đề Iron Man: My Journey Through Heaven and Hell with Black Sabbath.

## Thân thế
Iommi sinh ra tại Birmingham, là con một của Sylvia Maria (nhũ danh Valenti sinh ra ở Palermo) Iommi và Anthony Frank Iommi. Cả hai đều là người nhập cư gốc Ý. Iommi sở hữu đồng thời quốc tịch Liên hiệp Anh-Ý, ông có được quốc tịch Ý vì có mẹ đẻ là người Ý. Gia đình của Sylvia là chủ vườn nho tại Ý. Gia đình theo đạo Công giáo, dù vậy họ hiếm khi dự Thánh lễ. Nhà của gia đình nằm ở khu vực Park Lane của Aston, là một cửa hàng vốn là nơi giao lưu thịnh hành trong khu phố, với phòng khách còn được dùng làm kho chứa hàng. Mẹ ông là người điều hành cửa tiệm, còn cha ông hành nghề thợ mộc.
Sinh trưởng tại Handsworth, Birmingham, Iommi theo học Trường Birchfield Road – nơi đồng đội ban nhạc tương lai Ozzy Osbourne cũng theo học kém ông một lớp. Ở tuổi 8 hoặc 9, trong lúc bị một cậu bé khác rượt bắt, Iommi bị ngã và dính một vết sẹo dày ở môi trên. Do đó ông được đặt biệt hiệu là "Scarface", làm cho ông e thẹn hơn về vết sẹo, vì thế sau cùng Iommi phải nuôi bộ râu mép để che nó đi.
Năm lên khoảng 10 tuổi, Iommi bắt đầu tập luyện thể chất và học judo, karate và cả đấm bốc nhằm tự phòng vệ khỏi các băng đảng địa phương tụ tập trong khu phố của ông. Ông đã mường tượng về tương lai làm bảo vệ an ninh tại một hộp đêm. Khi còn là thiếu niên, lúc đầu Iommi muốn chơi trống, song do quá ồn nên ông lựa chọn guitar thay thế, sau khi được truyền cảm hứng từ những nghệ sĩ yêu thích như Hank Marvin và the Shadows. Ông luôn chơi guitar bằng tay trái thuận. Sau khi tốt nghiệp, Iommi có thời gian ngắn đi làm thợ sửa ống nước và sau đó là công nhân trong một nhà máy chế tác nhẫn. Ông cho biết có lúc mình đã làm việc trong một tiệm đĩa nhạc, song đã bỏ việc sau khi bị vu oan là kẻ ăn cắp.

### Tai nạn
Năm 17 tuổi, Iommi đứt đầu ngón giữa và ngón áp út bên tay phải trong một vụ tai nạn công nghiệp ở ngày cuối làm việc tại cửa hàng kim loại mảnh. Iommi miêu tả mình "đã bị bảo rằng 'cậu sẽ không bao giờ chơi đàn được nữa' ra sao. Thật là không thể tin nổi. Tôi ngồi trong bệnh viện với tay bỏ trong túi và nghĩ, thế đấy – Mình toi rồi. Nhưng sau cùng tôi tự nhủ 'Mình sẽ không chấp nhận vậy đâu. Phải có cách mà mình có thể chơi được'." Sau vụ tai nạn, quản lý nhà máy của Iommi đã bật cho ông nghe một bản nhạc của nghệ sĩ guitar jazz nổi tiếng Django Reinhardt, qua đó khuyến khích ông tiếp tục theo nghiệp nhạc sĩ. Như sau này Iommi viết rằng:
 Rồi anh ta gói những thứ này bằng tấm vải cắt ra từ một cái áo khoác da cũ... "Bạn tôi nói, "Hãy nghe anh chàng này chơi đàn đi" và tôi đáp, "Không đời nào! Nghe người khác chơi guitar là thứ cuối cùng mà tôi muốn làm lúc này!" Nhưng anh ấy cứ khăng khăng và cuối cùng bật đĩa nhạc cho tôi nghe. Tôi bảo anh ấy rằng bản nhạc rất hay và anh đáp, 'Cậu biết không, anh ta chỉ chơi bằng hai ngón trên phím đàn do một tai nạn anh ấy gặp phải trong một vụ hỏa hoạn kinh khủng.' Tôi hoàn toàn kinh ngạc bởi tiết lộ này và quá ấn tượng với những gì mình vừa nghe đến mức đột nhiên có cảm hứng để bắt đầu cố gắng chơi đàn lần nữa." 
Lấy cảm hứng từ lối chơi guitar hai ngón của Reinhardt, Iommi quyết định thử chơi đàn lần nữa, mặc dù vết thương làm tay ông khá đau. Dẫu được lựa chọn, Iommi chưa bao giờ nghiêm túc cân nhắc chuyển tay và học chơi đàn bằng tay phải. Trong một buổi phỏng vấn với tạp chí Guitar World, khi được hỏi liệu ông "có từng bị cám dỗ chuyển sang chơi đàn bằng tay phải không." Iommi đáp:
Nếu tôi biết như bây giờ có lẽ tôi đã chuyển tay. Lúc bấy giờ tôi đã chơi [tay trái] được hai hoặc ba năm, và dường như tôi đã chơi như vậy rất lâu rồi. Tôi nghĩ mình chẳng có thể thay đổi cách chơi đàn nữa. Tình hình thực tế là tôi đã không chơi [tay trái] quá lâu, và có thể tôi đã dành từng ấy thời gian để học chơi bằng tay phải. Tôi đã thử, song chỉ là không đủ kiên nhẫn. Việc ấy dường như bất khả thi đối với tôi. Tôi quyết định làm với những gì mình sẵn có, và tôi tự làm những đầu ngón tay bằng nhựa. Tôi chỉ kiên trì [tập tay trái] thôi.
Cuối cùng, ông quyết định tiếp tục chơi đàn bằng tay trái. Để chơi đàn, ông đeo những miếng bọc tự chế vào các ngón tay bị thương của mình để gia cố và bảo vệ chúng. Những miếng bọc được làm từ chai Fairy Liquid cũ – "nấu chảy nó, nung qua sắt nóng và tạo hình giống như một ngón tay" – và cắt các mảnh từ áo khoác da để che đi bộ phận giả tự chế mới của ông, làm phát sinh hai vấn đề kĩ thuật. Đầu tiên, những miếng bọc bảo vệ ông khỏi cảm giác đau khi bấm đàn, song thường phải ấn chúng rất mạnh. Thứ hai, ông gặp khó khi "rung" (vibrato) dây đàn, làm Iommi tìm đến bộ dây đàn guitar cỡ nhẹ hơn để dễ "rung" dây hơn. Tuy nhiên Iommi nhớ ra rằng lúc ấy những dây đàn như vậy chưa được sản xuất, nên sử dụng dây đàn băng cầm để thay thế, cho đến khoảng năm 1970–71 thì hãng Picato Strings bắt đầu chế ra những dây đàn cỡ nhẹ hơn. Ngoài ra, ông chủ yếu sử dụng các ngón tay bị thương để bấm hợp âm thay vì bấm solo một nốt. Năm 1974, Iommi chia sẻ với tạp chí Guitar Player rằng những miếng bọc "hỗ trợ cho kĩ thuật của mình" vì ông phải dùng đến ngón út nhiều hơn so với trước khi mình gặp tai nạn. Sau này, ông bắt đầu điều chỉnh hạ thấp cao độ đàn guitar hơn, đôi khi đến ba nửa cung dưới mức chỉnh dây guitar chuẩn (ví dụ như trong các bài "Children of the Grave", "Lord of this World" và "Into the Void" đều nằm trong album Master of Reality). Mặc dù Iommi cho biết mục đích chính cho hành động kể trên là tạo ra một thứ "âm thanh lớn, nặng hơn", việc nới dây làm làm ông dễ "rung" dây hơn.

## Sự nghiệp

### Trước Black Sabbath
Iommi từng chơi trong nhiều ban nhạc blues/rock, mà một trong những nhóm đầu tiên là Rockin' Chevrolets từ năm 1964 đến 1965. Họ thường xuyên tới các suất diễn đặt vé trước. Sau đó Iommi gia nhập The Birds And Bees, và khi nhóm nhận việc ở Đức, Iommi quyết định bỏ việc ở nhà máy để nắm bắt cơ hội. Từ năm 1966 đến 1967, Iommi chơi trong ban nhạc tên Rest. Chính thời gian ở trong Rest, Iommi lần đầu gặp gỡ Bill Ward (tay trống tương lai của Black Sabbath), người chơi trống và hát trong ban nhạc.
Từ tháng 1 tới tháng 7 năm 1968, Iommi là tay guitar của nhóm Mythology, còn Ward gia nhập muộn một tháng, tức vào giữa tháng 2. Tháng 5 năm 1968, cảnh sát đột kích vào căn hộ tập luyện của nhóm và phát hiện nhựa cây cần sa, kết quả là các thành viên đều bị nhận án phạt. Đáng kể nhất, sự việc làm cho ban nhạc khá khó tìm suất diễn tương lai vì hầu hết các chủ câu lạc bộ đều tránh những ban nhạc mà họ xem là nghiện thuốc phiện. Sau đó Mythology giải tán sau một buổi diễn ở Silloth vào ngày 13 tháng 7 năm 1968.
Tháng 8 năm 1968, cùng lúc Mythology tan rã, một ban nhạc khác của Birmingham tên Rare Breed cũng tan ra nốt. Giọng ca chính Ozzy Osbourne nhập hội cùng Iommi và Ward sau khi bộ đôi phản hồi một tờ quảng cáo tại một cửa tiệm bán đĩa nhạc địa phương ghi "Ozzy Zig cần suất diễn – có PA riêng". Nhằm tuyển một tay bass, Osbourne nhắc đến Geezer Butler (đồng đội cũ ở nhóm Rare Breed), rồi sau đấy Butler được tuyển cùng với nghệ sĩ slide guitar Jimmy Phillips và nghệ sĩ saxophone Alan "Aker" Clarke. Ban nhạc sáu người đặt tên là Polka Tulk Blues Band. Sau chỉ hai buổi diễn (buổi diễn thứ hai ở câu lạc bộ trẻ Banklands tại Workington), Phillips và Clarke bị khai trừ khỏi ban nhạc, rồi nhóm rút gọn tên thành Polka Tulk.

### Earth và Jethro Tull
Iommi, Butler, Ward và Osbourne đổi tên ban nhạc thành Earth vào tháng 9 năm 1968. Cùng tháng ấy, Iommi nhanh chóng rời đi để gia nhập Jethro Tull. Tuy nhiên, chỉ sau hai buổi biểu diễn (một lần xuất hiện trong buổi hòa nhạc "The Rolling Stones Rock & Roll Circus", nơi ban nhạc hát nhép bài "A Song for Jeffrey", do Ian Anderson hát trực tiếp và một buổi phát sóng trực tiếp trên BBC), Iommi trở về Earth vào tháng 11 năm 1968.
Nói về mối quan hệ cộng tác ngắn ngủi với ca sĩ Ian Anderson của Jethro Tull, Iommi cho biết:
Tôi phải nói là mình học hỏi được khá nhiều từ anh ấy. Tôi biết rằng bạn phải xem nó như công việc. Bạn phải tập luyện. Khi tôi trở về và tập hợp ban nhạc (Earth) lại, tôi cam đoan rằng mọi người đều phải thức dậy sớm vào buổi sáng và tập luyện. Tôi từng phải đi đón họ. Lúc ấy tôi là người duy nhất có thể lái xe. Tôi từng phải lái chiếc xe tải màu đỏ máu và đánh thức họ lúc 9 giờ kém 15 phút mỗi buổi sáng; tin tôi đi, như vậy là sớm với chúng tôi lúc ấy rồi. Tôi nói với họ, "Đây là cách chúng ta làm việc bởi đây là cách Jethro Tull đã làm." Họ có lịch trình và họ biết mình sẽ phải làm việc từ ngày này qua ngày khác. Tôi thử làm vậy với ban nhạc của chúng tôi và chúng tôi xúc tiến công việc. Nó đã có hiệu quả. Thay vì đi biểu diễn vào bất kì giờ nào, công việc làm chúng tôi giống như đang nói, "Hãy làm thôi!"

### Black Sabbath
Tháng 8 năm 1969, sau khi bị nhầm lẫn với một nhóm khác ở Anh trùng tên Earth (đạt được thành công nhỏ ở Anh), ban nhạc của Iommi tự đổi tên thành Black Sabbath. Vụ tai nạn của ông ở nhà máy đã tác động tới âm thanh của Black Sabbath; Iommi đã hạ tông dây guitar trong album năm 1971 Master of Reality, nới lỏng dây và xoa dịu cơn đau cho các đầu ngón tay. Tay bass Geezer Butler của Black Sabbath cũng làm vậy để thích ứng với Iommi. Sabbath nằm trong số những ban nhạc đầu tiên hạ tông dây, và kĩ thuật ấy trở thành nền tảng của nhạc heavy metal. Iommi kết hợp những khúc guitar solo kiểu blues và cách chơi riff u tối ở âm giai thứ cùng một sắc âm thanh bị méo tiếng nặng và tốc độ nhanh mang tính cách mạng, sử dụng các hợp âm 5, một bàn đạp hiệu ứng tăng cường âm lượng và một cây đàn Gibson SG.

Iommi (1970)

Đến cuối thập niên 1970, Black Sabbath gặp khổ sở vì lạm dụng chất gây nghiện, các vấn đề quản lý và kiệt sức vì lưu diễn. Ngoài ra, những khúc riff chậm kiểu blues của nhóm bị một bộ phận khán giả xem là lỗi thời so với thế hệ ban nhạc metal đang lên như Judas Priest và Motörhead. Sau khi các album Technical Ecstasy và Never Say Die! không được số đông phê bình đón nhận tốt, Iommi và Butler quyết định rằng Sabbath cần một khởi đầu tươi mới, vì thế vào mùa hè năm 1979, họ thay thế Osbourne bằng Ronnie James Dio (cựu ca sĩ của Rainbow). với Dio, Black Sabbath cho ra đời Heaven and Hell, album cố gắng nâng cấp âm thanh của Black Sabbath cho thập niên 1980 và có giọng hát cao vút đặc trưng của làn sóng NWOBHM (Làn sóng nhạc heavy metal mới của Anh). Nửa chuyến lưu diễn vào năm 1980 trôi qua, Bill Ward bỏ đi vì những vấn đề rượu và bất mãn với định hướng của Dio cho ban nhạc. Anh bị thay thế bởi Vinny Appice. Với Iommi và Geezer Butler là những thành viên sáng lập duy nhất, đội hình này đã trình làng Mob Rules. Một năm sau Dio bỏ nhóm để bắt đầu sự nghiệp solo, vì thế Sabbath đã trải qua một cuộc thay đổi nhân sự xoay vòng ở vị trí hát chính trong cả thập kỷ kế tiếp với sự kế nhiệm của các ca sĩ gồm: Ian Gillan, Glenn Hughes, Ray Gillen và Tony Martin. Sau khi Ian Gillan (cựu thành viên của Deep Purple) rời ban nhạc vào năm 1984, Geezer Butler cũng bỏ đi nốt. Trong lúc Sabbath tạm ngừng hoạt động, Iommi thu âm album solo đầu tiên mang tên Seventh Star. Album có mời Glenn Hughes (cũng là cựu thành viên của Deep Purple) hát chính, nhưng do áp lực từ hãng đĩa, nhạc phẩm được chào bán là một sản phẩm của "Black Sabbath hợp tác với Tony Iommi."
Năm 1992, Iommi xuất hiện trong buổi hòa nhạc tưởng nhớ Freddie Mercury, thể hiện 4 ca khúc với những thành viên còn lại của Queen và những nghệ sĩ khách mời khác. Geezer Butler cũng trở lại Sabbath vào năm ấy. Một năm sau Iommi, hợp tác với ban nhạc đồng hương Diamond Head và đồng sáng tác ca khúc "Starcrossed (Lovers in the Night)" cho album Death and Progress năm 1993 của họ. Tại buổi hòa nhạc "chia tay" của Osbourne tại Costa Mesa vào năm 1992, Dio từ chối biểu diễn và đột ngột rời ban nhạc. Do đó, Rob Halford được tuyển mộ hát trong hai buổi diễn (Halford cũng hát ở một buổi diễn của Ozzfest tour 2004, khi Osbourne không thể biểu diễn vì bị viêm phế quản). Sau tiết mục solo của Osbourne, chương trình khép lại với các thành viên khác của đội hình sáng lập Black Sabbath tham dự để trình diễn 4 ca khúc nhân dịp tái hợp.
Black Sabbath tiếp tục thu âm album nữa với Tony Martin trước khi đội hình sáng lập tái hợp để lưu diễn vào năm 1997. Dù Bill Ward chơi trong hai show tái hợp đầu tiên ở Birmingham NEC vào tháng 12 năm 1997, anh vắng mặt trong hai tour tái hợp sau đó, lần vắng mặt thứ hai vì bị đau tim. Vị trí của Ward lần lượt được giao cho Mike Bordin và Vinny Appice đảm nhận. Ngày 11 tháng 11 năm 2011, các thành viên sáng lập Sabbath thông báo họ đang tụ tập và ghi một album mới, dù cho Bill Ward không tham gia và Brad Wilk trám vị trí của anh trong các buổi ghi nháp. Album mới có nhan đề 13 được phát hành vào tháng 6 năm 2013.

### Sự nghiệp solo
Năm 2000, Iommi phát hành album solo đúng nghĩa đầu tiên có nhan đề Iommi. Album có sự tham gia của nhiều giọng ca khách mời như Ian Astbury, Skin, Henry Rollins, Serj Tankian, Dave Grohl, Billy Corgan, Phil Anselmo, Peter Steele và Osbourne. Cuối năm 2004, album solo thứ hai của Iommi được trình làng, có tựa là The 1996 DEP Sessions. Album lúc đầu được thu âm vào năm 1996 song chưa bao giờ được chính thức phát hành. Tuy nhiên, một bản ghi trống của Dave Holland đã được bày bán dạng đĩa "lậu" có tên Eighth Star. Glenn Hughes là người thể hiện phần hát trong album; Iommi hợp tác thêm với Hughes nữa trong lần phát hành album solo thứ 3 Fused. Ra mắt vào ngày 12 tháng 7 năm 2005, Kenny Aronoff (tay trống của John Mellencamp) đã hoàn tất bộ ba để thực hiện album. Iommi còn ký hợp đồng với công ty sản xuất phim Next Films của Mike Fleiss để soạn nhạc cho một loạt các bộ phim kinh có nhan đề Black Sabbath.
Kể từ năm 1989, Tony Iommi tham gia vào dự án từ thiện Rock Aid Armenia. Tháng 10 năm 2009, Iommi và đồng nghiệp Ian Gillan được trao Huân chương danh dự (huân chương cao quý nhất của Armenia), được đích thân Thủ tướng Armenia trao tặng vì họ đã giúp đỡ sau vụ động đất Spitak. Iommi và Gillan đã lập nên siêu ban nhạc WhoCares và thu âm một đĩa đơn tựa là "Out of my Mind", được phát hành vào ngày 6 tháng 5 năm 2011 với mục đích gây quỹ từ thiện cho việc xây dựng trường học nhạc tại Gyumri, Armenia. Tháng 1 năm 2012, khi Iommi bị thông báo mắc ung thư hạch giai đoạn 3, Thủ tướng Armenia đã gửi một bức thư động viên: "Chúng tôi biết tâm hồn của ông mạnh mẽ hơn bao giờ hết, và chúng tôi tin rằng nguồn cảm hứng thiên tài chỉ lối cho ông trong suốt quá trình thực hiện album mới của Black Sabbath sẽ tăng cường sức mạnh và năng lượng mà ông cần lúc này, khi tình hình trở nên khó khăn".

### Heaven & Hell

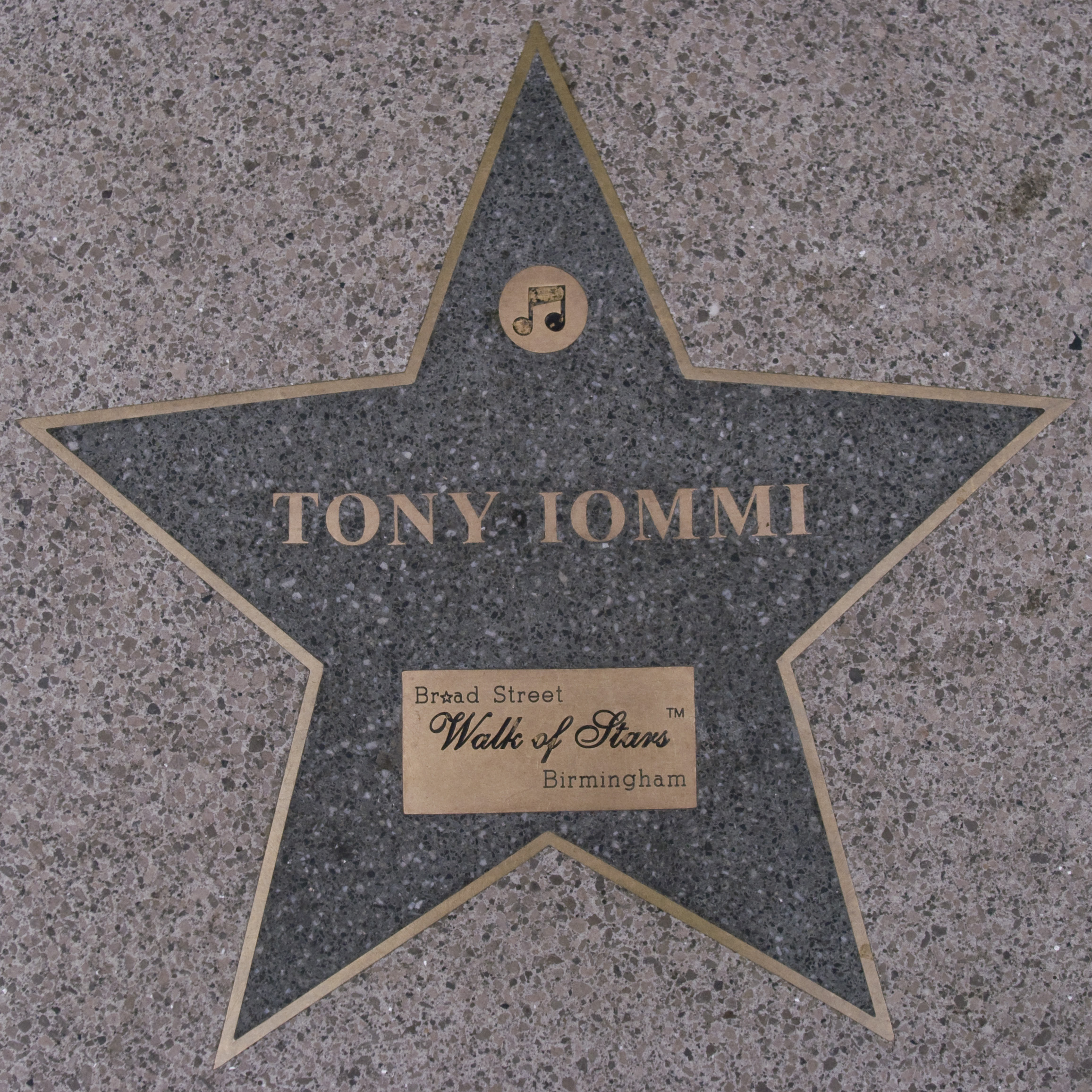
Ngôi sao của Iommi trên Đại lộ ngôi sao Birmingham.

Tháng 10 năm 2006, Iommi được cho là sẽ đi lưu diễn cùng Ronnie James Dio, Geezer Butler và Bill Ward lần nữa, nhưng dưới cái tên Heaven & Hell. Sau đó có nguồn tin cho biết Ward đã quyết định không tham gia và Vinny Appice được thuê để trám vị trí của anh. Rhino Records đã phát hành album The Dio Years (dưới nhãn 'Black Sabbath') vào ngày 3 tháng 4 năm 2007. Album trình làng những bản nhạc cũ với Dio và còn có ba bài hát mới toanh thu âm cùng Dio và Appice.
Ban nhạc khởi động một chuyến lưu diễn ở Mỹ vào tháng 4 năm 2007 với Megadeth và Down diễn khai mạc. Chuyến lưu diễn kết thúc vào tháng 11 tại Anh với triển vọng sẽ có một album kế tiếp ra mắt vào năm 2008. Trong thời gian này, show của ban nhạc tại Hội trường âm nhạc thành phố New York đã được phát hành trên các đĩa DVD và CD nhạc sống kèm một đĩa vinyl tại Liên hiệp Anh vào năm 2008. Trong mùa hè năm 2008, ban nhạc tham gia Metal Masters Tour cùng với Judas Priest, Motörhead và Testament. Album phòng thu đầu tiên và duy nhất của nhóm mang tên The Devil You Know được phát hành vào ngày 28 tháng 4 năm 2009.
Tháng 11 năm 2008, Iommi có một ngôi sao được trình làng trên Đại lộ ngôi sao Birmingham. Dio mất vì ung thư dạ dày vào tháng 5 năm 2010, và vào ngày 14 tháng 6 năm 2010, Iommi thông báo Heaven & Hell sẽ biểu diễn một đêm nhạc cố định để tưởng nhớ Ronnie James Dio tại Liên hoan High Voltage, Luân Đôn vào ngày 24 tháng 7 năm 2010. Đây là buổi biểu diễn cuối của ban nhạc dưới cái tên Heaven & Hell.

### Eurovision Song Contest
Iommi là người sáng tác ca khúc "Lonely Planet", được ban nhạc Dorians đại diện cho Armenia thể hiện tại Eurovision Song Contest 2013.

## Di sản và ảnh hưởng

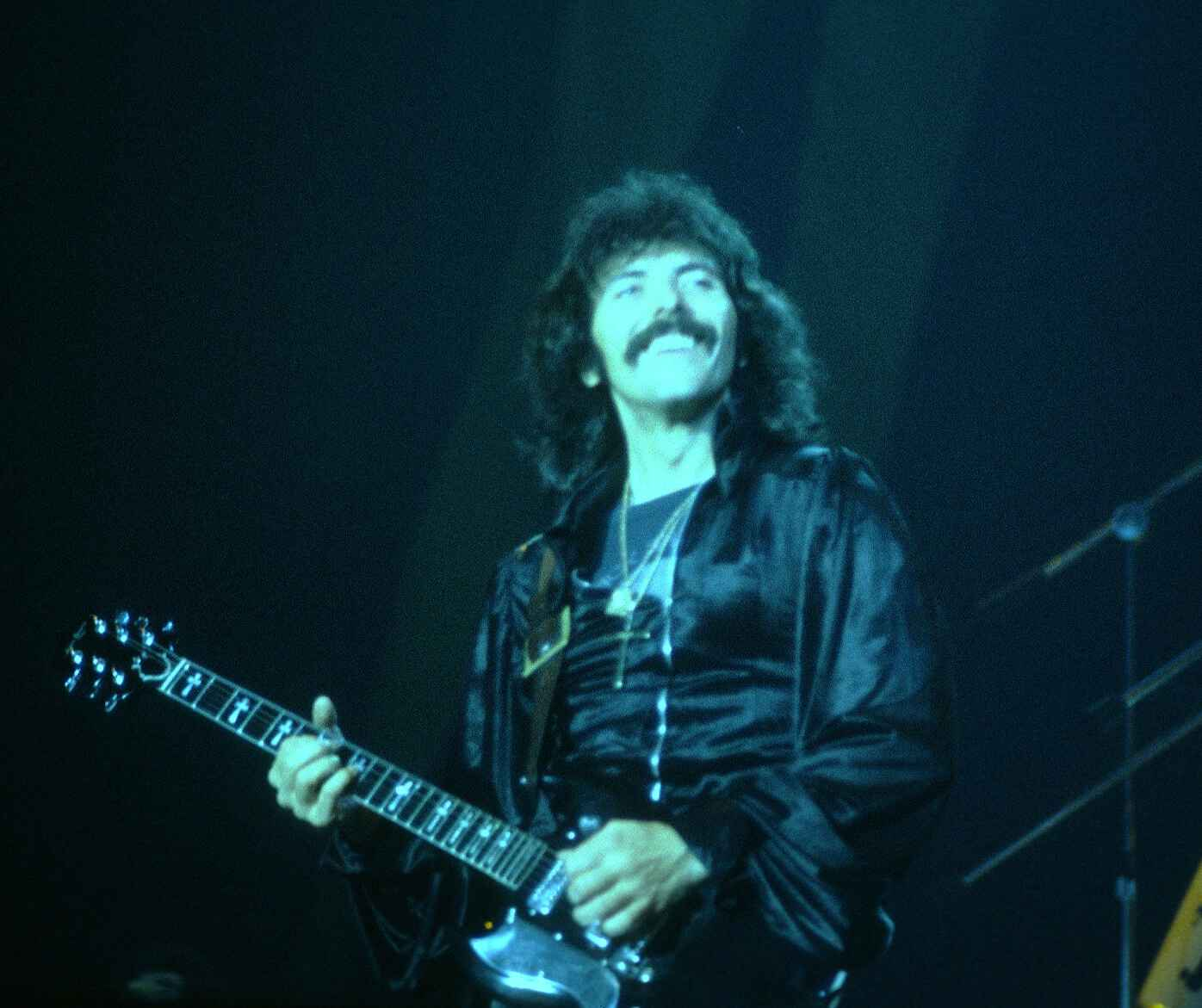
Iommi biểu diễn cùng Black Sabbath vào năm 1978.

Tony Iommi được nhiều người xem là một trong những nghệ sĩ guitar nhạc rock xuất sắc nhất mọi thời đại. Năm 2005, tạp chí Metal Hammer điền tên ông ở vị trí số một trong cuộc bầu chọn "Riff Lords", khen ngợi "lối bấm đàn cực kỳ đặc biệt, vừa tiết kiệm mà vẫn thừa hiệu quả". Năm 2007, tạp chí Classic Rock liệt nam nghệ sĩ ở vị trí số 6 trong danh sách "100 anh hùng guitar dữ đội nhất". Năm 2011, tạp chí Rolling Stone xếp ông thứ 25 trong danh sách "100 nghệ sĩ guitar vĩ đại nhất mọi thời đại". Joel McIver tôn vinh ông là nghệ sĩ guitar nhạc metal xuất sắc thứ 6 mọi thời đại. Năm 2012, độc giả của tờ Guitar World liệt Iommi là nghệ sĩ guitar nhạc rock xuất sắc thứ 7 mọi thời đại. Các cây bút của tạp chí này thì vinh danh ông là nghệ sĩ guitar nhạc heavy metal vĩ đại nhất mọi thời đại. Iommi đã giành một số giải thưởng, trong đó phải kể đến giải Q (giải Gibson Les Paul vào năm 2015), Kerrang! Awards (giải biểu tượng vào năm 2018), cũng như ba giải Grammy dưới tư cách thành viên của Black Sabbath.
Ian Anderson của nhóm Jethro Tull nhận xét: "Tony đã xoay sở để biến nhược điểm về thể chất của mình thành thứ khiến ông là một trong những huyền thoại guitar – nếu không phải vì lối chơi khéo léo thì ít nhất, thực tế những đóng góp của ông cho nhạc rock là độc nhất". Gene Simmons của Kiss xem Iommi là "người nghĩ ra những khúc riff làm ra đời một đội quân người chơi guitar"; Ozzy Osbourne ví Tony là "bậc thầy metal riff" và Ronnie James Dio gọi ông là "bậc thầy riff tối thượng".
Ngoài ra, Iommi được nhiều người ghi nhận là người khai sinh ra nhạc heavy metal. Brian May của Queen xem ông là "cha đẻ đích thực của heavy metal", Eddie Van Halen thì phát biểu rằng "nếu không có Tony, heavy metal sẽ chẳng tồn tại. Ông ấy là người tạo ra heavy metal!" còn James Hetfield của Metallica (người chịu ảnh hưởng sâu sắc từ Iommi) định nghĩa người tiền bối là "Ông vua của heavy riff". Rob Halford (giọng ca của Judas Priest) trong khi hát thay thế Ozzy Osbourne trong một buổi hòa nhạc vào tháng 8 năm 2004 tại Philadelphia, đã giới thiệu Iommi với khán giả là "người phát minh ra khúc riff của heavy metal". Michael Amott của Carcass và Arch Enemy coi Iommi "là anh hùng guitar" của mình và nghệ sĩ guitar vĩ đại nhất thế giới "vì ông ấy phát mình ra âm sắc nặng và khúc riff của quỷ dữ". Theo ca sĩ Randy Blythe của nhóm Lamb of God, "Iommi là lý do heavy metal tồn tại". HP Newquist của Bảo tàng guitar quốc gia thì nhận xét: "Lối chơi guitar của ông đã định nghĩa âm thanh của heavy metal trong hơn 4 thập kỷ, và ông ấy đã ảnh hưởng tới vô số, hàng nghìn (nếu không nói là hàng triệu) nghệ sĩ hậu bối."
Iommi được ghi nhận là tiền nhân của các thể loại nhạc khác: Martin Popoff định nghĩa ông là "cha đỡ đầu của stoner rock"; Jeff Kitts và Brad Tolinski của Guitar World quả quyết rằng "grunge, goth, thrash, industrial, death, doom... bất kì [thể loại] nào chăng nữa, chẳng có gì tồn tại nếu không có Tony Iommi". Theo nhận xét của Hawaii Public Radio: "thật khó để tưởng tượng ra Nirvana, Soundgarden, Pearl Jam hay Alice in Chains nếu không có Black Sabbath, và không có Tony Iommi. Judas Priest, Iron Maiden, Scorpions, Metallica, Slayer, Pantera và mọi ban nhạc metal thiết yếu đều có thể bắt nguồn từ khuôn nhạc được tìm thấy trong những sáng tác của Iommi".
Nhiều nhạc sĩ nổi tiếng xem Iommi là người ảnh hưởng lớn đến lối chơi nhạc của riêng họ; một vài trong số đó phải kể đến Jeff Hanneman (Slayer), Dimebag Darrell (Pantera), Slash (Guns N' Roses, Velvet Revolver), Scott Ian (Anthrax), Zakk Wylde (Ozzy Osbourne, Black Label Society), Tom Morello (Rage Against the Machine), Billy Corgan (The Smashing Pumpkins), Kim Thayil (Soundgarden), và Nick Oliveri (Kyuss, Queens of the Stone Age). Jerry Cantrell của Alice in Chains chịu ảnh hưởng nặng bởi lối rung dây mang màu sắc u tối của Iommi, và anh thường sử dụng cách chơi này. Andy LaRocque của nhóm King Diamond cho biết đoạn guitar trong ở bài "Sleepless Nights" trích từ album Conspiracy được lấy cảm hứng từ lối chơi của Iommi trong album Never Say Die!.

## Danh sách đĩa nhạc

### Solo
- Iommi (2000)

#### với Glenn Hughes
- The 1996 DEP Sessions (2004)
- Fused (2005)

#### với Ian Gillan (WhoCares)
- Out of My Mind / Holy Water (2011)
- Ian Gillan & Tony Iommi: WhoCares (2012)

### với Heaven & Hell
- Live from Radio City Music Hall (2007)
- The Devil You Know (2009)
- Neon Nights: 30 Years of Heaven & Hell (2010)

### với Jethro Tull
- 20 Years of Jethro Tull (1988); chơi các bài "Stormy Monday Blues" và "Love Story" (trực tiếp tại BBC, 5 tháng 11 năm 1968)
- "A Song for Jeffrey" (chơi playback tại show The Rolling Stones Rock and Roll Circus, 11 tháng 12 năm 1968)

### Vai trò khách mời và khác
- Nhiều nghệ sĩ – Heavy Metal Soundtrack (1981)
- Nhiều nghệ sĩ – Rock Aid Armenia (1990)
- Queen & Nhiều nghệ sĩ – The Freddie Mercury Tribute Concert (1992)
- Diamond Head – Death and Progress (1993)
- Ozzy Osbourne – Live & Loud (1993)
- Cathedral – The Carnival Bizarre (1995)
- Nhiều nghệ sĩ – Twang! – A Tribute to Hank Marvin & The Shadows (1996)
- Ozzy Osbourne – The Ozzman Cometh (1997)
- Drain STH – Freaks of Nature (1999)
- Necromandus – Orexis of Death (1999, recorded 1973)
- Nhiều nghệ sĩ – Party at the Palace: The Queen's Concerts, Buckingham Palace (2002)
- Ian Gillan – Gillan's Inn (2006)
- Candlemass – The Door to Doom (2019)[70]